# William H. McMaster

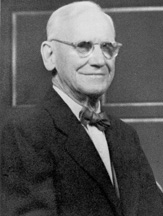
William H. McMaster

William Henry McMaster (* 10. Mai 1877 in Ticonic, Monona County, Iowa; † 14. September 1968 in Dixon, Illinois) war ein US-amerikanischer Politiker und von 1921 bis 1925 der zehnte Gouverneur von South Dakota. Diesen Bundesstaat vertrat er auch als Senator im Kongress.

## Frühe Jahre und politischer Aufstieg
William McMaster besuchte die Grundschule in Sioux City und dann zwischen 1985 und 1899 das Beloit College in Wisconsin. 1901 zog er nach Yankton in South Dakota, wo er in das Bankgeschäft einstieg. Bis zum Jahr 1910 hatte er sich zum Präsidenten einer Bankenkette hoch gearbeitet. McMaster war Mitglied der Republikanischen Partei. Zwischen 1911 und 1913 war er Abgeordneter im Repräsentantenhaus von South Dakota; dann wechselte er in den Staatssenat, in dem er bis 1917 verblieb. Zwischen 1917 und 1921 war er als Vizegouverneur von South Dakota der Stellvertreter des Gouverneurs Peter Norbeck, zu dessen Nachfolger er im Jahr 1920 gewählt wurde.

## Gouverneur und US-Senator
McMaster trat sein neues Amt am 4. Januar 1921 an. Nach einer Wiederwahl im Jahr 1922 konnte er es bis zum 6. Januar 1925 ausüben. In dieser Zeit setzte er sich sehr für die Farmer des Landes und ganz allgemein für die Landwirtschaft ein. So sorgte er unter anderem für Steuererleichterungen für die Farmer. McMaster bekämpfte auch die Mineralölkonzerne und deren Preispolitik.
Noch während seiner Zeit als Gouverneur war McMaster im Jahr 1924 in den US-Senat gewählt worden. Seine Amtszeit in Washington, D.C. begann am 3. März 1925, knapp zwei Monate nach dem Ende seiner Gouverneurszeit. Er behielt seinen Senatssitz bis zum 3. März 1931. Nachdem er im Jahr 1930 nicht mehr wiedergewählt worden war, musste er zu diesem Zeitpunkt aus dem Kongress ausscheiden. Im Jahr 1933 zog der Ex-Gouverneur nach Dixon in Illinois. Dort wurde er zunächst Vizepräsident, dann Präsident und schließlich Aufsichtsratsvorsitzender der Dixon National Bank. Dort ist McMaster im Jahr 1968 im Alter von 91 Jahren verstorben. Er war mit Harriett Louise Russel verheiratet, mit der er zwei Kinder hatte.